# Аракелян, Марат Арсенович
Марат Арсенович Аракелян (арм. Մարատ Արսենի Առաքելյան) 15 января 1929, Горис — 20 января 1983, Москва) ―  советский армянский астроном, доктор физико-математических наук, профессор. 
Специалист в области теоретической астрофизики и внегалактической астрономии. Наиболее известен своим каталогом «Галактики с высокой поверхностной яркостью», включившим 621 объект с поверхностной яркостью не менее 22,0 на площади в 1 квадратную угловую секунду. Его каталог стал важным источником в изучении активных ядер галактик.

## Биография
Родился 15 января 1929 года в Горисе Армянской ССР.
В 1951 году окончил физико-математический факультет Ереванского государственного университета (ЕГУ). Был одним из первых студентов ЕГУ, специализирующихся по астрофизике.
Аракелян был направлен в Бюраканскую астрофизическую обсерваторию, где работал сначала ассистентом астронома, а затем младшим научным сотрудником.
В 1955 году окончил аспирантуру в Ленинградском государственном университете и в 1956 году успешно защитил кандидатскую диссертацию по теме «Спектрофотометрическое исследование Алголя» под руководством профессора Олега Александровича Мельникова.

## Научная и преподавательская деятельность
С 1957 по 1959 год преподавал на кафедре астрофизики Ереванского университета. С 1960 по 1966 год читал лекции в Ленинградском университете. После присвоения звания доцента в 1966 году снова присоединился к сотрудникам Бюраканской астрофизической обсерватории, совмещая свои исследования с должностью лектора в Ереване. Вместе с Л. В. Мирзояном, А. Т. Каллогляном и Х. М. Товмассяном стал соавтором учебника «Астрономия для общеобразовательных школ».
В 1967 году стал старшим научным сотрудником Бюраканской астрофизической обсерватории. В 1977 году защитил докторскую диссертацию в МГУ по теме «Спектральные наблюдения и статистика галактик с активными ядрами».
В 1982 году избран заведующим кафедрой астрофизики и теоретической физики Армянского государственного педагогического университета имени Хачатура Абовяна. Написал развёрнутый обзор «Скопления галактик» в книге «Проблемы внегалактической астрономии» (1981).
Умер 20 января 1983 года в Москве.

## Сочинения
- Аракелян М.А. (1968) «Исследование функции светимости и плотности звездного пространства в окрестностях Солнца». Астрофизика.
- Аракелян М.А. (1969-1970) «Исследование эволюции светимости квазаров на основе связанных с ними эволюционных эффектов». Астрофизика и Астрономический циркуляр. (Резюме этих работ было опубликовано в журнале Nature в 1970 г., т. 225, стр. 358-359.)
- Аракелян М.А. (1969) «Статистическое исследование вспыхивающих звезд в окрестностях Солнца». Сообщения обсерватории Конколы, сообщения БАО и доклады на конференции «Непериодические явления в переменных звездах» в 1969 г.
- Аракелян, М.А.; Каллоглян, A.T. (1970) «Вывод функции светимости галактик поля», Астрономический журнал.
- Аракелян М.А. (1971) «Доказательство внегалактического происхождения квазаров». Астрофизика и Вестник АН СССР.
- Аракелян, М.А.; Дибай, Э.А.; Есипов, В.Ф. (1973) «Спектроскопические наблюдения и исследования нескольких сотен галактик Маркаряна и открытие среди них более 40 новых сейфертовских галактик», Астрофизика и Астрономический циркуляр
- Аракелян М.А. (1974) «Анализ поверхностной яркости галактик с эмиссионными линиями (включая сейфертовские и Маркарянские) и разработка метода выявления галактик с высокой поверхностной яркостью» Астрофизика
- Аракелян М.А. (1973) «Предложение нового метода определения пространственной плотности внегалактических объектов и оценки средней плотности вещества в Метагалактике» Астрофизика
- Аракелян М.А. (1975) «Галактики высокой поверхностной яркости» Сообщения БАО [2]
- Аракелян М.А. (1975) «Вывод функции светимости и пространственной плотности галактик с УФ-континуумом (галактики Маркаряна)», Советская астрономия
- Аракелян, М.А.; Дибай, Э.А.; Есипов, В.Ф. (1975) «Спектроскопические наблюдения и исследования галактик Аракеляна (галактик с высокой поверхностной яркостью) и открытие среди них новых сейфертов» Астрофизика и Астрономический циркуляр. Доклад на встрече «Звезды и галактики с точки зрения наблюдений» в 1975.
- Аракелян, М.А. (1976) «Исследование зависимости интенсивностей эмиссионных линий галактик Маркаряна и Сейферта от их показателя цвета» Астрофизика
- Аракелян М.А. (1978) «Исследование распределения средней поверхностной яркости галактик в скоплении Кома» Астрофизика
- Аракелян, М.А.; Кандалян Р.А. (1980) «Исследование связи между средней поверхностной яркостью и радиоизлучением галактик, включая сейфертовские галактики» Астрофизика
- Аракелян, М.А.; Крицук А.Г. (1981) «Исследование оценок кинетических энергий скоплений галактик». Рассмотрена степень влияния на оценку кинетической энергии возможной зависимости дисперсии скоростей галактик в скоплениях от массы. Был сделан вывод, что в некоторых случаях кинетическая энергия может быть недооценена. Astrophysics
- Аракелян, М.А.; Kojoian, G .; Dickinson, D.F.; Elliott, R.; Bicay, M.D. (1981) «Радионаблюдения (6 см) галактик Аракеляна и публикация их точных положений» Astronomical Journal
- Аракелян, М.А.; Махтесян А.П. (1982) «Сравнительное исследование и статистика поверхностной яркости и морфологических типов изолированных и двойных галактик» Астрофизика
- Аракелян, М.А.; Теребиж, В.Ю. (1982) «Исследование сейфертовских галактик в скоплениях и сейфертовских свойств кластера галактик» Астрономический циркуляр, Письма в Астрономический журнал
- Аракелян М.А. (1983) «Предложение метода построения функции светимости компонентов двойных галактик на основе произвольной выборки пар галактик» Астрофизика
- Аракелян, М.А. (1986) «Метод определения двумерной функции светимости с использованием неполной выборки с приложением к сейфертовским галактикам» Astrophysical Journal
- Аракелян, М.А.; Товмасян, H.M.; Мирзоян, Л.В.; Амбарцумян, В.А. [редактор] (1973). Астрономия (Третье изд.). Ереван, Армения: Луйс.[3]